# Jaroslav (Javornice)
Jaroslav (německy Jaroslau) je malá vesnice, část obce Javornice v okrese Rychnov nad Kněžnou. Nachází se asi 3,5 km na severozápad od Javornice. Prochází zde silnice II/318. V roce 2009 zde bylo evidováno 23 adres. V roce 2001 zde trvale žilo 45 obyvatel.
Jaroslav leží v katastrálním území Javornice o výměře 18,41 km2.
Ochoz, téměř zaniklá osada (3 domy), část vesnice Jaroslav.

## Fotografie

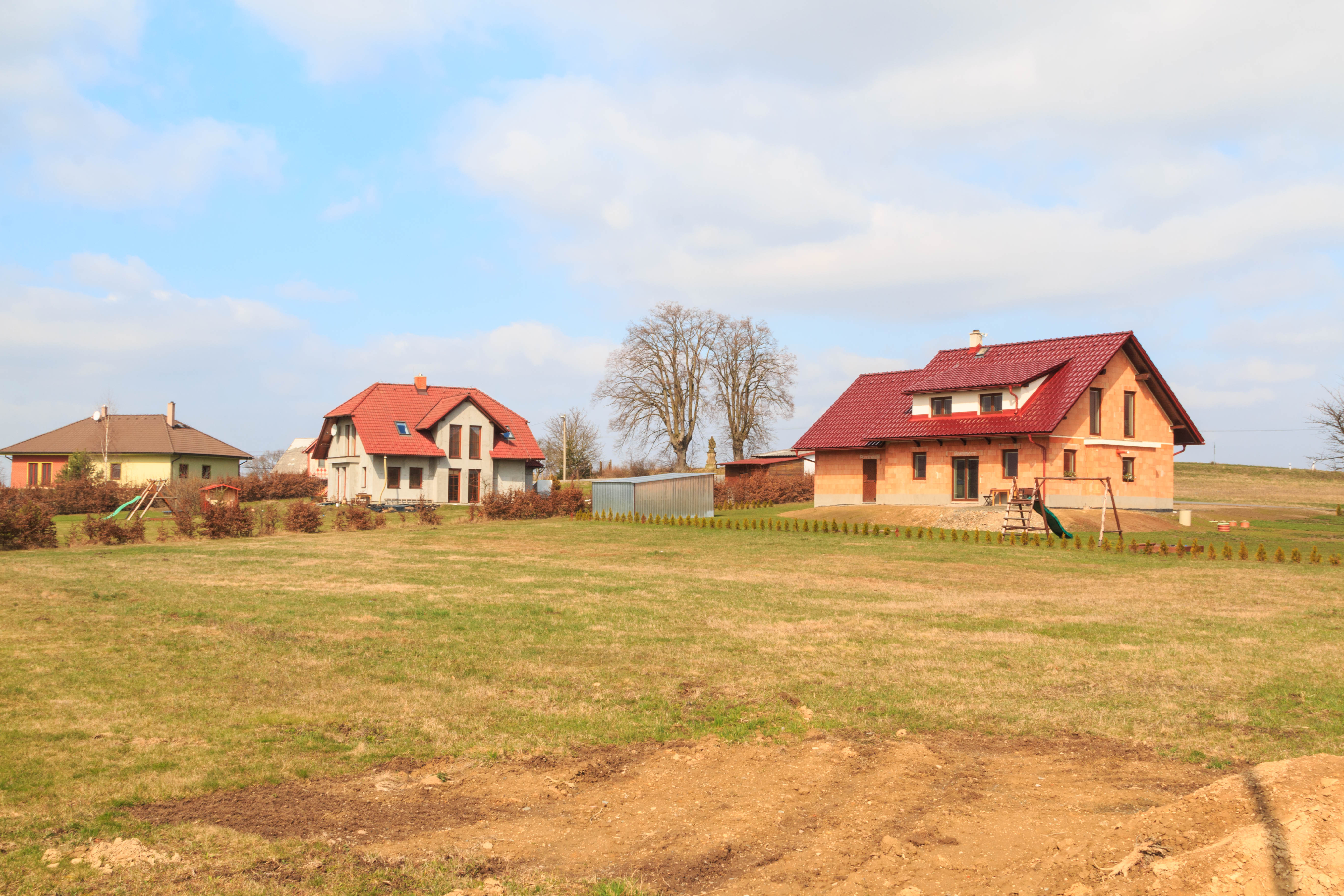
Jaroslav - čp. 347
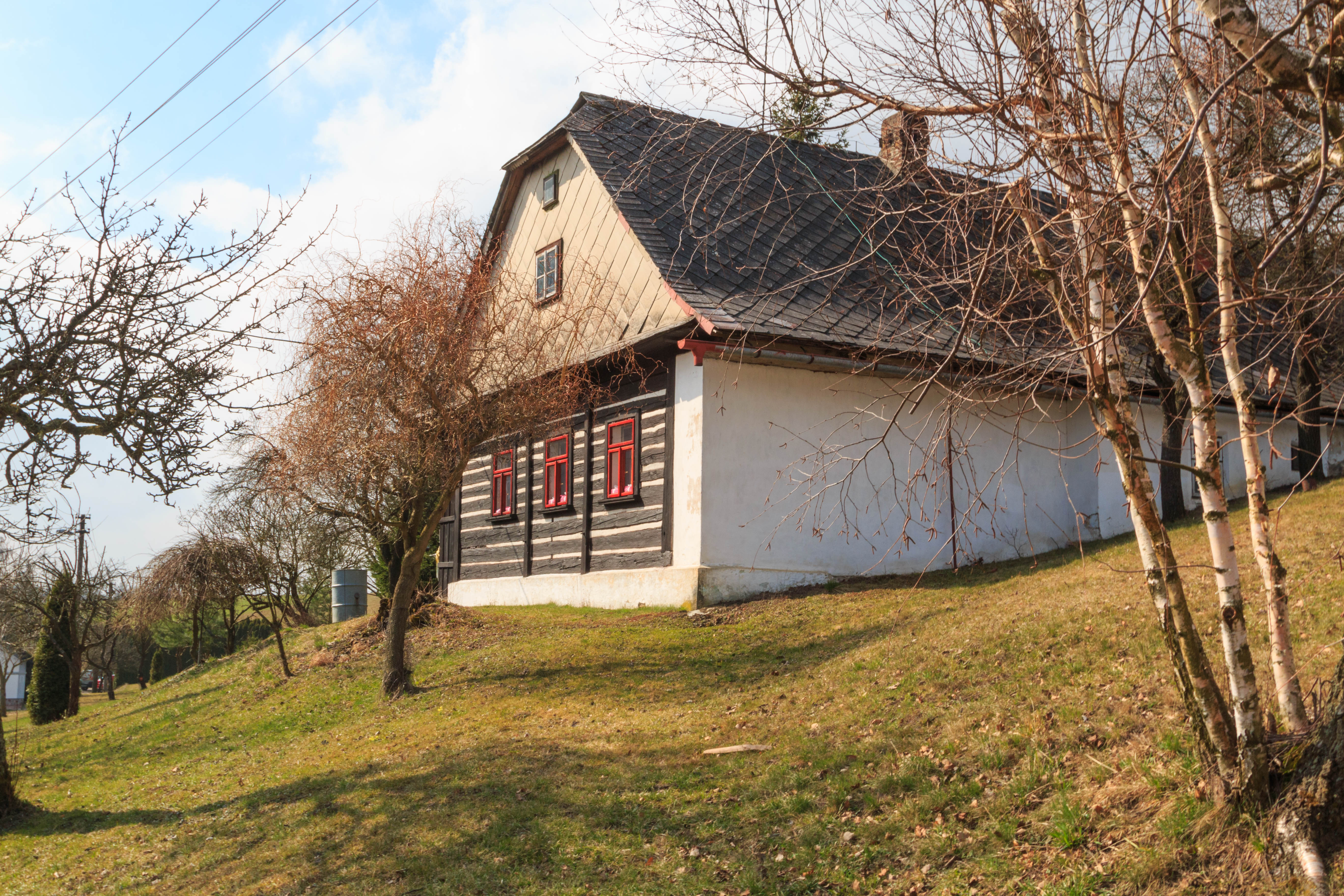
Jaroslav - čp. 12
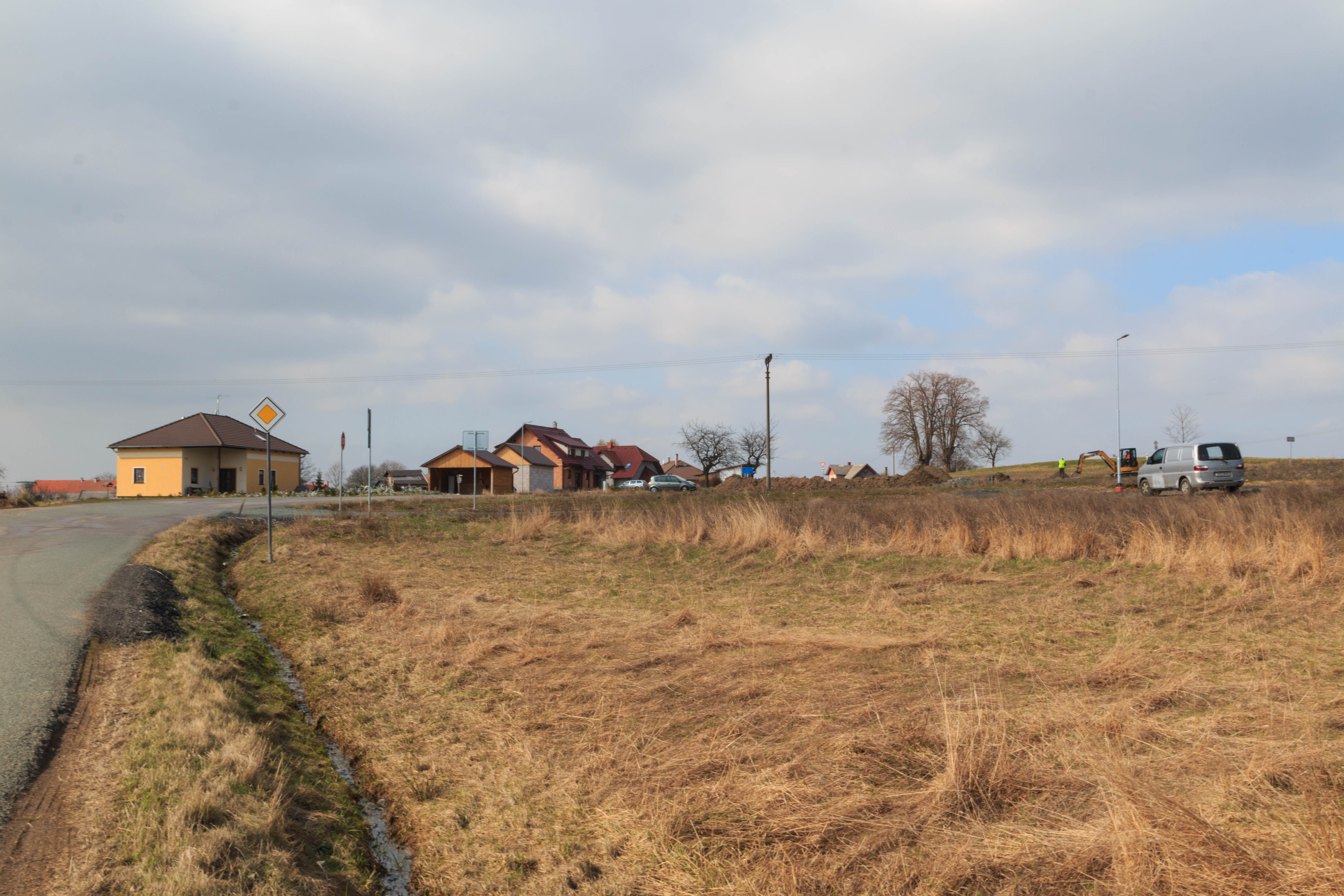
Nová výstavba v Jaroslavi
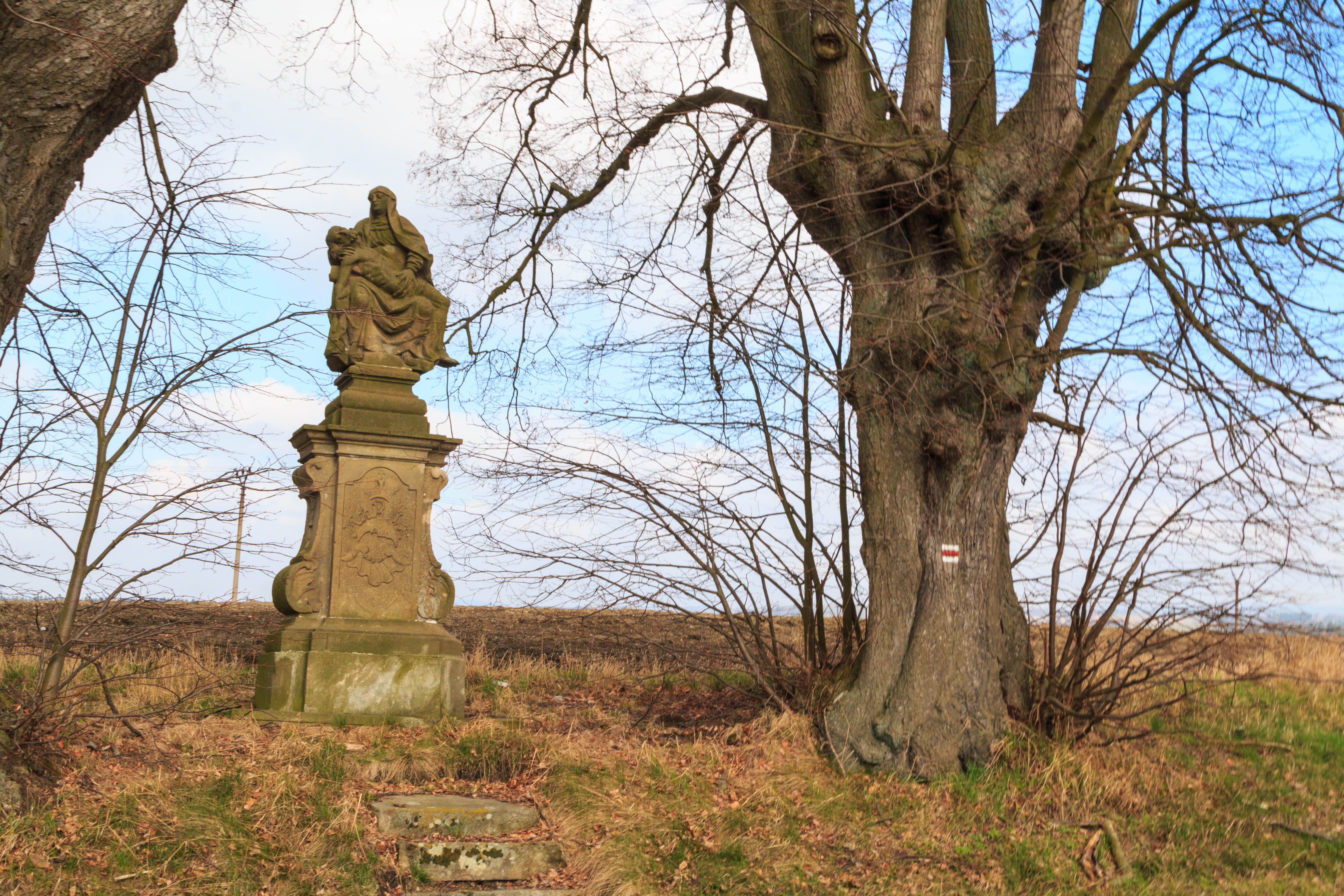
Sousoší Piety, na křižovatce silnic do Jaroslavi, Javornice a Liberka